# 中井光雄
中井 光雄（なかい みつお。1933年11月11日- 2020年9月7日）は、元競輪選手。現役時代は日本競輪選手会滋賀支部所属、ホームバンクは大津びわこ競輪場であった。選手登録番号4992。日本競輪選手養成所創設前に選手登録された期前選手。

## 経歴
1950年7月20日、選手登録。
16歳でデビューした中井は、松本勝明と一緒に練習する機会を得るなどして数年後にはトップクラスの座を射止め、1953年4月、名古屋競輪場で開催された第4回全国都道府県選抜競輪の3000m競走で優勝し初のタイトルを獲得。さらに同年11月、大阪中央競輪場で開催された第8回全国争覇競輪（日本選手権競輪）を19歳にして制した。そして翌1954年より、地元バンクである大津びわこ競輪場で開催される高松宮同妃賜杯（高松宮記念杯競輪）3連覇の偉業を達成することになる。
この他に中井は、1955年の第9回都道府県選抜競輪（大宮競輪場）4000m競走を制した他、1956年の第11回都道府県選抜競輪（神戸競輪場）4000m競走、さらには1959年の第4回オールスター競輪（大阪中央）を制した。ちなみに59年のオールスター決勝では松本とのワンツーを決めている。
中井の特別競輪（現在のGIに相当する大会）優勝記録は以上の通りだが、その後もトップクラスを堅持し、38歳となる1972年の日本選手権（千葉競輪場）では決勝戦にも駒を進めている（9着）。

### 松本勝明とのライバル関係
中井にとって、松本勝明という存在はライバルであるとともに、師弟のような間柄でもあった。松本は当時ホームバンクとしていた京都市営競輪場（通称、宝が池競輪場）近くに居を構えていたが、自宅からロードワークで逢坂山を越えることを日課のようにしていた。逢坂山とは京都市山科区と大津市の境にそびえる勾配がきつい山として知られる（逢坂山トンネルを参照）。またしばし中井がホームとするびわこ競輪場まで練習しに来ていた。この松本の姿勢に中井は強いプレッシャーを感じるようになり、その後一緒に練習させてほしいと懇願し、互いに練習するようになった。
当時より既に都道府県選抜のタイトルを制し、競輪界のトップクラスの地位にいた松本と練習することで、中井は身体のみならず、精神面の強化も図れるようになった。また当時10代だっただけに、松本から教わったことをはじめてとして、あらゆる物事を吸収するのが早かった中井はやがてタイトル獲得数においては松本を上回ることになった他、自転車プロ選手として初の世界自転車選手権出場（1957年。ベルギー・リエージュ）も果すことになる。

### 「ちゃんと走れよ！」
しかしどうしても松本を上回れなかった記録がある。それは1000勝到達日及び通算勝利数である。
松本といえば、1000勝達成は1965年に達成。通算勝利数も今なお歴代第1位となる1341勝を果したが、対して中井が1000勝に到達したのは松本が達成した20年後の1985年10月29日（甲子園競輪場）。さらに中井の通算勝利数は1016にとどまり、全盛期の頃はどちらかというと中井のほうが松本よりも成績面で上回ることが多かったのに、現役全体を振り返ってみれば、松本に大きく差を広げられてしまった形となった。
この件について中井はSPEEDチャンネルの「名選手・名勝負列伝」という特集番組においてこのように述べている。
『トップクラスから落ちる頃に落車、失格が目立つようになり、その間において勝ち星を伸ばすことができなかった。対して松本さんは落車、失格が少なかったからトップクラスから落ちることになっても順調に勝ち星が増えていった。僕のほうが松本さんよりも若い（松本は1928年生。）というのに、これだけの勝ち星の差がついてしまうというのは本当ならばおかしな話。だから自分の経験もこめて若い選手たちに言っています。「ちゃんと走れよ！（完走して着順を残せ）」と。』
1989年7月31日、選手登録消除。通算戦績は3468戦1016勝。 

### 引退後
引退翌年の1990年より中井の功績を讃え、S級シリーズ『日本名輪会カップ中井光雄杯』が中井のホームバンクであった大津びわこ競輪場で開催されていた。なお、2011年に大津びわこ競輪場が廃止されたため、2013年より中井光雄杯は京都向日町競輪場で開催されている。
2020年9月7日17時15分、心不全のため滋賀県大津市内の病院で死去。86歳没。